# Tom Barkhuizen
Thomas John Barkhuizen, detto Tom (Blackpool, 4 luglio 1993), è un calciatore inglese, attaccante del Barrow.

## Carriera
Ha giocato nella seconda divisione inglese con Blackpool, Preston N.E. e Derby County.